# Gregorio (cardinal, 1146)
Pour les articles homonymes, voir Gregorio.
 (novembre 2023).
Si vous disposez d'ouvrages ou d'articles de référence ou si vous connaissez des sites web de qualité traitant du thème abordé ici, merci de compléter l'article en donnant les références utiles à sa vérifiabilité et en les liant à la section « Notes et références ».
Gregorio  (mort en 1153 à Rome) est un cardinal  du XIIe siècle. 
Le pape Eugène III le crée cardinal lors du consistoire de  1146.